# Riec-sur-Belon
Riec-sur-Belon (bret. Rieg) – miejscowość i gmina we Francji, w regionie Bretania, w departamencie Finistère.
Według danych na rok 1990 gminę zamieszkiwały 4014 osoby, a gęstość zaludnienia wynosiła 73 osoby/km² (wśród 1269 gmin Bretanii Riec-sur-Belon plasuje się na 119. miejscu pod względem liczby ludności, natomiast pod względem powierzchni na miejscu 57.).

## Miasta partnerskie
- Ilminster